# Hochtor
El Hochtor (2.369 m s. n. m.) es una montaña de los Alpes del Ennstal en los Alpes septentrionales de Estiria. Forma parte del supergrupo del Gesäuse. Se encuentra en Distrito de Liezen en Estiria (Austria). El topónimo literalmente significa puerta alta. La montaña se encuentra en el parque nacional Gesäuse.
Según la clasificación SOIUSA, Hochtor pertenece a:
- Gran parte: Alpes orientales
- Gran sector: Alpes del noreste
- Sección: Alpes septentrionales de Estiria
- Subsección: Alpes del Ennstal
- Supergrupo: Gesäuse
- Grupo: Grupo del Hochtor
- Subgrupo: Costiera Hochtor-Roßkuppe
- Código: II/B-26.I-B.5.a/a